# Occitània durant la Revolució Francesa
Evolució històrica al territori occità durant la Revolució Francesa, del 1788 al 1795

## Abolició dels antics Estats
Ja poc abans de començar la Revolució Francesa, el 1788, els nobles del Delfinat demanaren que les noves assemblees territorials fossin substituïdes pels vells Estats Provincials, alhora que el Parlament de Bordèu intentà impedir la constitució de l'Assemblea del Llemosí. L'aristocràcia provinciana demanava descentralització i el predomini local. Loménie de Brienne, arquebisbe de Tolosa, el 1787 intentà impedir les reformes de Calonne, qui volia fer augmentar els impostos, abolir les duanes internes, abolir la gabella i reduir el poder dels parlaments locals. Alhora, el 5 de maig del 1788 Lamoignon, canceller del parlament de París, intentà modificar el sistema judicial tot abolint els tribunals dels nobles.
A la Provença, els funcionaris municipals eren escollits per una Assemblea de les Comunitats, enemiga dels pobles. El desembre del 1787, per pressions, es reuniren els Estats de Provença, però hi dominava la noblesa, de manera que l'hivern del 1788-1789 esclatà la revolta a Ais de Provença, Toló i Marsella. Alhora, al Parlament de Bearn es negà a acceptar a l'intendent i al comandament militar i els expulsa, tot desafiant París.
El 1785 el Delfinat era la zona més industrialitzada de França, i convoca Estats Provincials, celebrats a Grenoble entre l'u de desembre del 1788 i el 16 de gener del 1789 i on es produïren els primers conflictes per la representació. Mounier en serà escollit cap, però el juny del 1789 els bandits assaltaren els magatzems i s'endugueren el menjar, Simultàniament, el 1790 cremaren el palau del duc d'Aguillon a Agen i el Parlament d'Ais votaria la seva autodissolució.

## Participació occitana a la Revolució
Els occitans participaren força activament en la Revolució. Des del 1789 es va fer fort al país el partit girondí (que rep aquest nom de la comarca de la Gironda, a Bordeus, d'on eren originaris molts dels dirigents). Eren volterians influïts per la revolució nord-americana, que reclamaven més poder per a les províncies i departaments. Els principals dirigents girondins occitans foren el llemosí Pierre Vergniaud (1753-1793), president de la Convenció Nacional el gener del 1793, i el marsellès Charles Barbaroux (1767-1794). Un altre grup posterior fou el Club des Feuillants, dit així per reunir-se en aquest monestir aquità, eren jacobins moderats que defensaren la constitució del 1791 i s'oposaren a l'execució del rei. Els principals caps eren l'alvernès Marie-Joseph Paul Yves Roch Gilbert du Motier, Marquès de La Fayette (1757-1834), heroi de la Guerra d'Independència dels Estats Units; el provençal Emmanuel-Joseph Sièyes (1748-1836), autor dels estudis Essai sur les priviléges (1788) i Qu’est-ce que le Tiers État (1789), qui el 1799 formaria part del Directori francès i seria fautor del Cop d'estat del 18 de brumari i un dels tres cònsols; el dalfinès Antoine-Pierre Barnave (1761-1793) diputat per Grenoble executat per Robespierre, i el francès Jean Bailly, també executat el 1793.
D'antuvi, la revolució fou molt ben rebuda. Els provençals Honoré Gabriel Riqueti i Pascalis demanaren el restabliment dels antics drets i autonomies a Béarn i Provença, però Pascalis fou executat el 1790, i els seus seguidors, burgesos rurals i aristòcrates arruïnats, no rebran el suport del poble.
El 1790 Latrosne va abolir l'antiga divisió provincial i va dividir França en 25 generalitats, 250 districtes i 4.500 cantons, que foren concretats el 1793 en 81 departaments, dels quals 31 corresponien a territori occità. Cadascun d'ells tenia un jutge de pau, i d'aquesta manera restaven definitivament abolides les Assemblees Provincials del 1787 i els furs, considerats anacrònics.

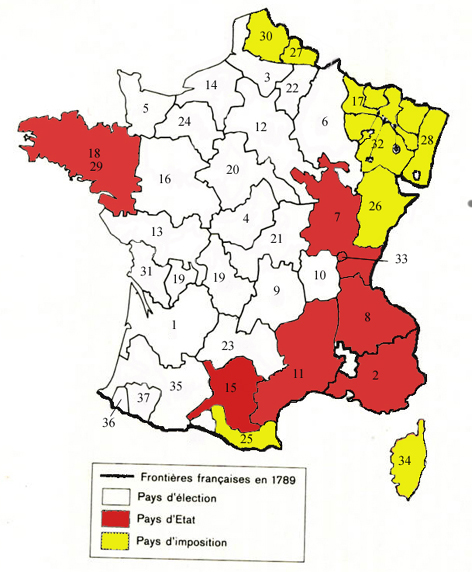
Mapa de les regions franceses el 1789

Per altra banda, la declaració dels drets de l'home i del ciutadà suprimí l'antiga divisió de la França en cinc zones fiscals, de manera que tothom era igualat a l'hora de pagar impostos. El 12 de juny del 1790 el Comtat Venaissin, que ja s'havia revoltat contra els papes el 1659-1662 i el 1665, es proclamà independent, i el 14 de setembre del 1791 decidí incorporar-se a França.
Endemés, el 1792 el girondí Barbaroux proposà Petion i Roland establir-se a una Republique du Midi, i més tard conquerir des d'ací el Nord, si les coses no els anaven bé. Així, els voluntaris marsellesos arribaren a París i participaren en l'establiment de la Convenció Nacional (juliol del 1792). El montpellerí Joseph Cambon (1756-1820) fou conseller de finances el 1793.
Pel setembre del 1792 el general francès Jacques Anselme ocupà Niça amb 7.000 marsellesos i hi expulsà el comte de Saint-André. El 3 de gener del 1793 s'aprovaria la seva incorporació a França, s'hi introduirien les lleis i institucions franceses, i formaria part del departament dels Aups Maritims. Tres anys més tard, el 1796, i ratificat a la caiguda de Napoleó, tornaria a mans dels Estats de Savoia.

## Repressió i Terror
Tanmateix, la reacció d'el Terror per part de Robespierre i Georges Jacques Danton, així com la caiguda i execució dels dirigents girondins, provocaria una espiral d'insurreccions al país occità. El 7 de juliol del 1793 es produí una revolta federalista a Bordeus, ofegada en sang pels enviats Isabeau i Tallien, qui guillotinaren l'alcalde i 881 resistents més. Però això esperonà el 12 de juliol la revolta de Toló, on executaren al prefecte jacobí Jacob Sevestre i cridaren en demanda d'ajut l'almirall anglès Hood. Napoleó I Bonaparte la conqueriria el 18 de desembre del 1793 i reduiria la població en una quarta part, alhora que enviava 12.000 tolonesos a fer treballs forçats. Alhora, del 12 de juliol al 25 d'agost se sublevava també Marsella, que finalment fou dominada per Doppet i Carteaux. Les revoltes en general s'acabarien, i només el 9 d'agost del 1799 es produí una nova revolta de pagesos a Tolosa, que fou molt durament reprimida.

## Persecució lingüística
Per acabar de donar el cop de gràcia al país, només faltava atacar la llengua. Ja el 17 de juny del 1789 l'Assemblea Nacional declarà la "unitat nacional de França", a proposta del gascó bigordià Bertrand Barère de Vieuzac, qui endemés proposà que la llengua oficial només fos el francès.
Fins aleshores, el francès era la llengua de l'administració, i les altres parles eren discriminades, però no pas objecte de persecució sistemàtica. Fins i tot alguns reis els agradava de portar intèrprets a les províncies. La primera proposta partiria de gent del país, com Charles-Maurice de Talleyrand-Périgord, bisbe d'Autun, qui en un Rapport sur instruction publique afirmava que calia implantar als ciutadans uns nous sentiments, uns nous costums, uns nous hàbits. El decret del 14 de gener del 1790 promovia la traducció i la difusió de missatges a les parles regionals, on hi destacaria el llenguadocià Dugàs, redactor de LO POINT DU JOUR. Però se li oposà el gascó Barère de Vieuzac, qui va fer públic un informe del 27 de gener del 1794 on afirmava que el feudalisme i la superstició parlen baixbretó, l'emigració i l'odi a la república parlen alemany, la contrarevolució parla italià, i el fanatisme parla basc.
Per acabar-ho d'adobar, el 8 d'agost del 1793 l'abat lorenès Henri Grégoire, bisbe de Blois des del 1791 i que odiava els patuesos, sobretot els provençals, presentaria a la Convenció el Rápport sur la necesité et les moyens d'anéantir les patois et universaliser l'use de la langue française, on tracta les parles locals amb un menyspreu sense precedents fins aleshores, i en proposa la virtual eliminació per "contrarevolucionàries i reaccionàries". Així, el 12 de maig del 1794 el Consell Municipal de Marsella prohibeix la representació de peces de teatre en provençal perquè la unitat dels francesos ha d'existir fins i tot en el llenguatge, i alhora fa suprimir les Acadèmies Occitanes.
Un cop acabat el Terror, la política de persecució lingüística contra els nous dimonis, els patuesos, va continuar. El 27 de gener del 1794 el francès esdevé per decret l'idioma obligatori en tots els actes públics, mentre que el 4 de juny l'ús del patois és prohibit en els actes públics. Endemés, en l'informe del 9 de juliol del 1794 el Delegat del Departament del Var qualifica l'occità de jargó estrafolari d'aquesta contrada. Endemés, el 4 de juny del 1794 es van fer públiques les propostes de l'informe de Grégoire, de manera que es proposa l'ús exclusiu del francès a les discussions municipals, així com la modificació dels rètols i noms dels carrers.
Després, un cop acabat el Terror, la pressió afluixaria. El 25 d'octubre del 1795 el foixenc Josèp Lakanal va canviar hàbilment el sentit de la Loi d'enseignament DEL francès perquè no hagués de ser expressament EN francès. Endemés, la república d'aleshores no disposava ni dels diners ni dels efectius humans per tal de dur-ho a terme … en aquest segle